# 1959 en Ontario
Chronologie de l'Ontario
- 1955
- 1956
- 1957
- 1958
- 1959
- 1960
- 1961
- 1962
- 1963

Cette page concerne des événements d'actualité qui se sont produits durant l'année 1959 dans la province canadienne de l'Ontario.

## Politique
- Premier ministre : Leslie Frost du parti progressiste-conservateur de l'Ontario
- Chef de l'Opposition :
- Lieutenant-gouverneur :
- Législature :

## Événements
- Début de la construction du Diefenbunker.
- Ouverture du premier restaurant Harvey's en Ontario.

## Naissances
- 3 janvier : Dwight Duncan, vice-premier ministre de l'Ontario.

## Décès
- 26 janvier : Barbara Hanley (en), première femme à être élu mairesse en Ontario et au Canada et mairesse de Webbwood dans le canton de Sables-Spanish Rivers (1936-1944) (° 6 mars 1882).
- 11 février : Harry James Barber (en), député fédéral de Fraser Valley (1925-1940) (° 29 mars 1975).
- 13 février : Thomas Laird Kennedy, 15e premier ministre de l'Ontario (° 15 août 1878)
- 8 octobre : Donald Ferguson Brown (en), député fédéral d'Essex-Ouest (1945-1958) (° 30 juin 1903).
- 25 octobre : Samuel Lawrence (en), député provincial de Hamilton-Est (en) (1934-1937) et maire de Hamilton (° 16 août 1879).